# Faisà d'esperons de Malàisia
El faisà d'esperons de Malàisia (Polyplectron malacense) és una espècie d'ocell de la família dels fasiànids (Phasianidae) que habita la selva de la península de Malaca.